# Smokie
Smokie (ban đầu viết là Smokey) là một ban nhạc rock người Anh đến từ Bradford, Yorkshire. Ban nhạc đạt được thành công trong và ngoài nước sau khi hợp tác với Mike Chapman và Nicky Chinn. Ban nhạc đã có một số thay đổi liên tiếp và vẫn đang tích cực lưu diễn vào năm 2018. Đĩa đơn nổi tiếng nhất của họ, "Living Next Door to Alice", đạt vị trí thứ 3 trên Bảng xếp hạng đĩa đơn của Anh vào tháng 3 năm 1977, đạt vị trí thứ 25 trên Billboard Hot 100. Các đĩa đơn đình đám khác bao gồm "If You Think You Know How to Love Me", "Oh Carol", "Lay Back in the Arms of Someone" và "I'll Meet You at Midnight".

## Thành viên
Thành viên hiện tại
- Terry Uttley – bass, vocals (1964–1966, 1968–nay)
- Steve Pinnell – drums (1986–nay)
- Martin Bullard – keyboards (1986–nay)
- Mike Craft – lead vocals, rhythm guitar (1995–nay)
- Mick McConnell – lead guitar (1996–nay)

Cựu thành viên
- Alan Silson – lead guitar, vocals (1964–1996)
- Chris Norman – lead vocals, rhythm guitar (1964–1986)
- Pete Spencer – drums (1973–1986)
- Alan Barton – lead vocals, rhythm guitar (1986–1995; died 1995)

## Sản phẩm âm nhạc
- Pass It Around (1975)
- Changing All the Time (1975)
- Midnight Café (1976)
- Bright Lights & Back Alleys (1977)
- The Montreux Album (1978)
- The Other Side of the Road (1979)
- Solid Ground (1981)
- Strangers in Paradise (1982)
- Midnight Delight (1982)
- All Fired Up (1988)
- Boulevard of Broken Dreams (1989)
- Whose Are These Boots? (1990)
- Chasing Shadows (1992)
- Burnin' Ambition (1993)
- The World and Elsewhere (1995)
- Light A Candle (1998)
- Wild Horses – The Nashville Album (1998)
- Uncovered (2000)
- Uncovered Too (2001)
- On the Wire (2004)
- Take a Minute (2010)